# Neolema jacobina
Neolema jacobina är en skalbaggsart som först beskrevs av Linell 1897.  Neolema jacobina ingår i släktet Neolema och familjen bladbaggar. Inga underarter finns listade i Catalogue of Life.